# Храм Јужни Зеленчук
Храм Јужни Зеленчук или Иљинска црква је древна црква Аланије која се налази у Доњем Архизу у модерној Карачајевско-Черкеској Републици. Датирана је у 10. век или почетк 11. века. Скромна величини црква сугеришу да је била у приватном власништву, вероватно неке пламићке породице,  и по свему судећи, служила је за верске потребе вероватно феудалног племства или дела градског становништва. Црква је 1991. године освећена у име пророка Илије и тренутно је у функција као православна црква.  Грађена нешто грубље од главних храмова Доњег Архиза, са њима је истовремено повезана низом заједничких архитектонских елемената, као што су развој куполе и апсидалног дела, ободни лукови и импост полице. Ова заједничка архитектонско-грађевинска техника указује на то да су све три доњоархишке цркве припадају истом архитектонском правцу и приближно истом временском периоду – унутар 10. века.
У овом тренутку, Храм Јужни Зеленчук или Иљинска црква у Нижњем Архизу је најстарија активна хришћанска црква у Русији.

## Положај
Храм Јужни Зеленчук налази се у центру насеља Нижње-Архиз, окружена његовим стамбеним четвртима.

## Историја
Познато је да је хришћанство у Русију дошло са југа, из Византије. У почетку су крштене Јерменија, Грузија и Абхазија, одакле су византијски мисионари продрли на Кавкаски ланац планина и већ у 7. веку почиње процес постепене христијанизације Аланије, о чему сведоче писани извори из друге половине 7. века. Њеним завршетком се може сматрати 916. година, када је под цариградским патријархом Николом Мистиком, у највећем верском центру Аланије - насељу Доњи Архиз, дошло до масовног крштења највећег дела становништва Западне Аланије.
Аланија је прихватила хришћанство под утицајем краља Абхазије (који је био савезник Византије на северозападном Кавказу). Тао су за време овог „заиста христољубивог“ владара Алана, Григорија, у Аланији почели да се граде храмови у византијском стилу.
У карачајском народном календару (називи месеци и дана у недељи) сачувана су имена хришћанских светаца: Свете Марија, Светог Андреја, Свете Теодоре, Светог Василија, Светог. Николе, Светог Ђорђа, Светог Илије, Светог Апостола.
Алано-хришћанско наслеђе сачувано је и у фолклору, у ритуалном и култном животу Карачајеваца.
Од свих хришћанских аланских цркава које су преживеле на територији Карачај-Черкесије, једина тренутно активна је Јужни Зеленчук. Како је утврђено савременим истраживањима, ова црква, када је подигнута у 10. веку. Како је према наводима А. А. Демакова и И. Л. Чумака, овај храм је био посвећен светом пророку Илији,  на последњем освећењу 1991. године сачувано њено древно име Иљинска црква.
Смештена међу стамбеним четвртима насеља Нижње-Архиз, Иљинска црква је, у поређењу са другим црквама, скромне величине: 20 х 25 грчких стопа (1 грчка стопа је једнака 30,8 цм). Стога је, највероватније, био део имања једне богате аланске породице (као њихова кућна црква).

## Архитектура
Црква је троапсидна четворостубна крстокуполна грађевина сазидана од тесаних блокова пешчара уз помоћ кречног малтеру. Димензије храма су 8,5 х 7,75 метара. Интересантна карактеристика храма је померање западног улаза и централног прозора апсиде од уздужне осе грађевине.
Посебност овог храма је у томе што је његов куполасти квадрат асиметричан и оштро проширен у дужину (1,8 х 2,7 метара). Сходно томе, његов ниски бубањ , прорезан са четири прозора, има елиптични , а не цилиндрични облик. Према В. А. Кузњецову, таква конструкција зграде говори о погрешним прорачунима градитеља у односу укупних димензија зграде и њених појединачних пропорција, што може указивати на извесну теоријску неспремност и неискуство архитекте, који је покушао да комбинује византијски, за њега нови архитектонски канон, са локалним техникама. Томе у прилог говори и грубља техника зидања, рађена у складу са локалним традицијама. Интересантно је дау остатку Кавказа, на Криму и на Балкану, нема аналога такве технике.
На основу напред наведеног сматра се да је овај храм подигнут касније од друга два храма Зеленчука, и датира из друге половине 10. века. 
Северни и средњи брод цркве су исте ширине, док је јужни знатно ужи. Ободни лукови избачени са западног пара стубова ослањају се на пиластре који вире из зида, док су лукови источних (олтарских) стубова повезани са зидом преко истурених масивних импост плоча. 
Апсиде храма су полукружне и мале величине. Њихова средина благо вири у односу на бочне за 25-30 центиметара и благо се уздиже изнад њих.
Систем таваница је првобитно био сличан оном у северној и средњој цркви Зеленчуга: забатни и шупави кровови су од танких блокова пешчара са истуреним надстрешницама за одвод воде.

## Обнова цркве у 19. веку
Крајем 19. века храм је у великој мери страдао од „рестаурације“ коју су извршили монаси манастира Зеленчуга, који су га значајно обновили „у руском стилу“. Првобитни камени кров замењен је металним, бубањ је обложен даскама и прекривен гвозденом куполом од лука са крстом.
Уместо прозора на северном и јужном зиду зграде, уређена су улазна врата, западни улаз је значајно преуређен и претворен у портал , повезан покривеном галеријом са трпезаријом манастира. 
Зидови су поново малтерисани и грубо окречени. Нису сачувани подаци о древним фрескама које су овде можда постојале. 
Црква је након обнове била посвећена Светом кнезу Александру Невском и била је зимски храм манастира, грејан подземним пећима, из којих је топлота долазила кроз посебан ваздушни канал. 
Уз цркву је подигнута и мала капела и звоник .

## Храм након револуције
После Октобарске револуције, манастир је доживео судбину готово свих руских манастира. Затворена је, а монаси расељени. Приликом разарања манастира крст који је стајао на цркви је био пробијен мецима, па је морао да се обнавља.          

## Освећење цркве 1991.
Савремена проучавања тачног азимута главне осе цркве и њеног везивања за датуме јулијанског календара , сугеришу да је храм основан на Иљинов дан и да је највероватније био посвећен овом светитељу. Имајући ово у виду, током последњег освећења цркве, која је обављена 1991. године, сачувано је њено древно име -  Иљинскаја црква.
У освећеној цркви сачувана је монашка слика у олтарском делу храма: голуб – симбол Духа Светога, херувими и серафими, осмокраки крстови. 
Сада Иљинска црква - крунише крст, који је раније стајао на Средњој цркви.

## Галерија
- Храм Јужни Зеленчуг из различитих раздобња
- 1882.
- 1891
- 1895.